# Axel G. Schmidt
Axel G. Schmidt (* 2. Juli 1958; † 19. Dezember 2010 in Kasel) war ein deutscher Hochschullehrer für Betriebswirtschaftslehre.

## Leben
Der gebürtige Eifeler studierte Volkswirtschaftslehre und Psychologie an der Rheinischen Friedrich-Wilhelms-Universität Bonn und schloss das Studium als Diplom-Volkswirt ab. In den Jahren 1983 bis 1995 war er Wissenschaftlicher Mitarbeiter am Institut für Mittelstandsforschung in Bonn, zuletzt als stellvertretender Geschäftsführer. Von 1987 bis 1993 war er außerdem freier Mitarbeiter der Gesellschaft für Mittelstandsforschung und Beratung in Bonn-Bad Godesberg. Er promovierte im Jahr 1988 bei Horst Albach über die Bewältigung der Risiken betrieblicher Ruhegeldzusagen. Die Habilitation erfolgte 1994 an der Universität zu Köln bei Herbert Hax über den Zusammenhang zwischen Unternehmensgröße und Rentabilität. Schmidt erhielt damit die Venia Legendi für das Fach Betriebswirtschaftslehre. 1995 wurde er auf die Professur für Betriebswirtschaftslehre und Mittelstandsökonomie an die Universität Trier berufen. Im selben Jahr gründete er das Institut für Mittelstandsökonomie (Inmit) an der Universität Trier.
Schmidt war bis zu seinem Tod am 19. Dezember 2010 Leiter der Professur für Mittelstandsökonomie und Institutsvorstand in Trier. Er beschäftigte sich unter anderem mit Themen wie Existenzgründungen im ländlichen Raum, innovative Arbeitszeitmodelle, Vereinbarkeit von Beruf und Familie und vielem mehr, was den betrieblichen Alltag von mittelständischen Unternehmen in Deutschland prägt. Schmidt war außerdem in mehreren Aufsichtsräten und Unternehmensbeiräten aktiv. In den Jahren 2009, 2010 und 2011 (posthum) erhielt er mit dem sogenannten Goldenen Trichter der Fachschaft Wirtschafts- und Sozialwissenschaften der Universität Trier den studentischen Preis für die beste Lehre. Eine Berufung an die  Schweizer Universität St. Gallen nahm Schmidt 2001 nicht an.